# 239282 Kevinmccarron
239282 Kevinmccarron è un asteroide della fascia principale. Scoperto nel 2007, presenta un'orbita caratterizzata da un semiasse maggiore pari a 2,4216909 au e da un'eccentricità di 0,1313274, inclinata di 4,47008° rispetto all'eclittica.